# Mediengewitter
Der Begriff Mediengewitter taucht in zeitgenössischen Medientheorien auf und bezieht sich auf die Wirkung der starken Präsenz der Massenmedien im gesellschaftlichen Alltag. 
Das Wort lehnt sich an Ernst Jüngers wirkungsmächtige Metapher des Stahlgewitters an. Es wurde insbesondere von den Medientheoretikern Friedrich Kittler, Norbert W. Bolz, Paul Virilio geprägt, die in diesen Zusammenhängen vor allem auf die Nähe von Medien und Militär hingewiesen haben.